# Elvis Presley
Elvis Aaron Presley (East Tupelo, 8. siječnja 1935. – Memphis, 16. kolovoza 1977.), američki pjevač. Često je nazivan Kraljem Rock and Rolla ili samo Kraljem, još za života legenda i neokrunjeni kralj rock’ n’ rolla.
U javnosti je počeo pjevati s 13 godina na crkvenim svečanostima i srednjoškolskim priredbama u Memphisu. S 18 godina je napustio školu i poželio raditi kao portir u kinu i kao vozač kamiona. Prvu pjesmu snimio je kao rođendanski dar majci. Prvu ploču snimio je 1954. godine. Njegov uzlet započinje sredinom 50-tih godina hitovima "That s All Right Mama" i "Heartbreak Hotel", a najuspješnije mu je razdoblje od 1960. do 1975. godine u kojem je izdao 52 ploče i još za života ih prodaje oko 600 milijuna komada.
Filmsku karijeru započeo je 1956. godine filmom "Voli me nježno". Većinom je igrao u muzičkim filmovima osrednje vrijednosti, ali s naslovnim pjesmama koje su redovito postajale hit. U razdoblju od 1957. do 1966. godine Presley se nalazio na listi deset najkomercijalnijih američkih glumaca.
Godine 1975. nastupaju ozbiljni zdravstveni problemi, dijabetes, gastritis, a pridružuje se i droga o kojoj je kralj postao ovisan. U travnju 1977. godine doživljava srčani udar, ali ne mijenja način života. Dana 16. kolovoza 1977. godine Elvis pada u duboku komu zbog prevelike količine droge. Liječnici mu pokušavaju spasiti život – ali ne uspijevaju. Elvisova smrt potresla je milijune obožavatelja koji su se odmah sjatili u Graceland da velikanu odaju posljednju počast. 
Elvis je još za života postao legenda potukavši sve rekorde: u dvadesetak godina rada objavio je 97 ploča, a na vrhovima top lista proveo je čak 996 tjedana.

## Životopis

### Rane godine (1935. – 1953.)
Elvis Presley se rodio 8. siječnja 1935. godine u gradu Tupelo, u saveznoj državi Mississippi. Majka mu je bila 22-godišnja Gladys Love Presley, a otac 18-godišnji Vernon Elvis. Jesse Garon Presley, Elvisov brat i identični blizanac, rodio se 35 min ranije kao mrtvorođenče. Kao jedinac, Elvis je bio vrlo blizak s oba roditelja, a izrazito s majkom. Elvisovi preci bili su zapadnoeuropskog porijekla. S majčine strane škotsko-irskog porijekla, te djelomično francusko-normanskog porijekla, a jedna pra-pra-prabaka bila je Cherokee indijanka. Očevi korijeni su bili škotski i njemački. Majku su većina prijatelja i rodbine smatrali dominantom osobom obitelji, dok je Vernon mijenjao poslove, ne pokazujuću ambicije. Obitelj je često ovisila o pomoći prijatelja, obitelji i države. Godine 1938. Vernon je završio u zatvoru na osam mjeseci zbog krivotvorenja čekova za plaćanje stanarine, pa su to vrijeme Gladys i Elvis proveli kod rođaka. U rujnu 1941. Elvis je krenuo u prvi razred osnovne škole "East Tupelo Consolidated", gdje su ga učitelji smatrali prosječnim učenikom. Nakon što je pjevanjem Red Foleyeve coutry-pjesme "Old Shep" tijekom jutarnje molitve, impresionirao učitelje, Elvisa su nagovorili da nastupi na pjevačkom natjecanju. Tako je 03. listopada 1945. godine na Mississippi-Alabama sajmu Elvis prvi puta javno nastupio. Desetogodišnji Elvis odjeven u kauboja, stojeći na stolici kako bi dosegao mikrofon, pjevao je pjesmu "Old Shep" i osvojio peto mjesto. Nekoliko mjeseci kasnije dobio je za rođendan svoju prvu gitaru, a prema različitim izvorima nadao se nečemu drugome, biciklu ili pušci. Tijekom nekoliko sljedećih godina dva ujaka i svećenik u crkvi dali su mu prve pouke iz sviranja gitare. 
Krenuvši u novu školu (Milam) u šesti razred, u rujnu 1946. Elvisa su smatrali samotnjakom. Sljedeće godine počeo je svakodnevno u školu nositi gitaru, te je tijekom odmora svirao. U to vrijeme obitelj je stanovala u naselju gdje je prevladavala afroamerička zajednica. Presley je u to vrijeme bio ljubitelj radio emisije "Mississippi Slim's show" na radijskoj postaji WELO, iz Tupela. Mlađi brat Slima išao je s Elvisom u razred, te je često znao povesti Elvisa na radio postaju, gdje je Slim Elvisu pokazivao trikove sviranja gitare. Kada je Elvis imao 12 godina, Slim je svome štićeniku osigurao dva nastupa uživo na radio postaji. Prvi nastup Elvis zbog treme nije uspio odraditi, dok je drugi put uspio odsvirati.

### Srednjoškolski život u Memphisu
U studenom 1948. godine obitelj seli u Memphis, u saveznoj državi Tennessee. Nakon što su gotovo godinu dana selili se i stanovali kao podstanari, dodijeljen im je dvosoban stan u stambenom kompleksu koji je u to vrijeme naziva Courts. 
Upisao je srednju školu "Humes High School", gdje je na kraju osmog razreda iz glazbe dobio samo ocjenu C (otprilike kao ocjena 3 u hrv. školama). Sljedeći dan na sat je došao s gitarom i nastavnici otpjevao tadašnju aktualnu pjesmu "Keep Them Cold Icy Fingers Off Me", kako bi dokazao suprotno. Jedan od kolega iz razreda sjeća se da se učiteljica složila s Elvisom kako ne cijeni njegov načina pjevanja. Smrežljiv da bi javno nastupao, Elvisa su često maltretirali u školi, te ga pogrdno nazivali "maminim dečkićem". Godine 1950. dvije i pol godine stariji susjed Jesse Lee Denson, učio ga je svirati gitaru. Njih dvoje zajedno s još tri mladića, od kojih su dvoje bili budući rockabilly pioniri, braća Dorsey i Johnny Burnette činili su glazbeni sastav koji je često nastupa po susjedstvu. U rujnu te godine počeo je raditi kao vratar u kazalištu "Loew's State Theater", a tijekom školske godine radio je i u tvrtkama "Precision Tool" i "MARL Metal Products".
Tijekom svoje predzadnje godine srednje škole (engl. "junior") Elvis se značajno razlikovao frizurom od ostalih učenika. Pustio je zalistke te u kosu stavljao ružino ulje i vazelin. Često je boravio u srcu tada rastuće blues scene u Memphisu, ulici Beale (engl. Beale Street), gledajući požudno na divlju i šarenu odjeću izloga dućana "Lansky Brothers". Na zadnjoj godini srednje škole počeo je i nositi takvu odjeću. U travnju 1953. godine je savladao strah od nastupanja izvan stambenog kompleksa Courts, te je nastupio na godišnjem "Humes's Annual "Minstrel" show", svirajući i pjevajući. Nastup je započeo tadašnjim hitom Therese Brewer "Till I Waltz Again with You". Kasnije se Presley prisjećao kako je nakon tog nastupa postao popularan u srednjoj školi.
Elvis koji nikada nije formalno učio glazbu ili naučio čitati glazbu, učio je i svirao po uhu. Često je pohodio trgovine s gramofonskim pločama koje su imale jukeboxove i kabine za slušanje. Znao je sve pjesme Hanka Snowa, te je volio glazbu drugih country izvođača, kao što su npr. Roy Acuff, Ernest Tubb, Ted Daffan, Jimmie Rodgers, Jimmie Davis, i Bob Wills. Značajan utjecaj na njegov način pjevanja imao je i gospel pjevač Jake Hess. Volio je i pjesme gospel izvođačice Sister Rosetta Tharpe. Često je slušao i blues glazbu uživo, u večerima koji su bile određene samo za bijelačku publiku, kao što je tada bio običaj na jugu SAD-a. Mnoge Elvisove pjesme nadahnute su glazbom lokalnih afroameričkih izvođača kao što su npr. Arthur Crudup i Rufus Thomas. Često je slušao radio emisije s glazbom afroamerikanaca, tadašnjom njihovom duhovnom, blues, blackbeat-heavey zvuk ritam i bluesa. B.B. King se prisjetio da je Elvisa poznavao prije njegove slave, te su oboje često boravili u ulici Beale. Do kraja srednje škole u lipnju 1953. godine Presley se je odlučio u budućnosti baviti glazbom.

### Prva snimanja ploča (1953. – 1955.)
U kolovozu 1953. godine Elvis je posjetio ured tvrtke "Sun Records". Namjeravao je platiti nekoliko minuta u studiju kako bi snimio dvostrani acetat disk (vrsta gramofonske ploče koje se je odmah nakon snimanja mogla reproducirati) za pjesmama: "My Happiness" i "That's When Your Heartaches Begin". 
Kasnije je tvrdio kako je ploču namjeravao pokloniti majci ili kako ga je samo zanimalo kako će zvučati zapis, iako je u susjedstvu postojao mnogo jeftiniji amaterski način snimanja ploča. Njegov biograf, Peter Guralnick, tvrdi da je odabrao Sun u nadi da će ga tako otkriti. Kada ga je recepcionerka Marion Keisker pitala koju vrstu glazbe pjeva, odgovorio je da pjeva sve vrste. Dalje je inzistirala s pitanjem kome sliči, na što je odgovorio da ne sliči nikome. Nakon snimanja, šef trtke Sun Sam Phillips, rekao je Keisker da zapiše ime mladića, na što je ona dodala vlastiti komentar da je dobar pjevač balada. (engl. "Good ballad singer. Hold.") Drugi acetat je snimio u siječnju 1954. godine s pjesmama "I'll Never Stand In Your Way" i "It Wouldn't Be the Same Without You".
Oba snimanja nisu dala rezultata. 
Nedugo nakon toga neuspješno je pokušao na audiciji za lokalni vokalni kvartet "Songfellows". U travnju je počeo voziti kamion za tvrtku Crown Electric. Jedan od članova Jim Hamill kasnije je tvrdio da su ga odbili, zbog nedostatka sluha za harmoniju, a ne zbog toga što nije znao pjevati. Elvisev prijatelj Ronnie Smith nakon što je s Elvis nastupio nekoliko puta, preporučio mu je da pokuša razgovorati s Eddie Bondom, vođom Smithova profesionalnog banda, koji je tada tražio pjevača. Nakon probe Bond ga je odbio, te mu preporučio da se drži vožnje kamiona. 
Za to vrijeme šef tvrtke Sun, Philips tražio je pjevača koji bi zvuk afroameričkih umjetnika mogao približiti široj publici. Keisker je kasnije navodila kako je Philips znao govoriti kako bi zaradio milijardu dolara kada bi pronašao bijelca s crnačkim zvukoma i crnačkim osjećajem. 
U lipnju, dobio je snimku balade "Whitout You", koja bi odgovarala nekom mladom pjevaču. Presely je došao u studio, ali nije uspio otpjevati dovoljno dobro. Unatoč tome, Philips je zamolio Presleyja da otpjeva koliko god pjesama zna. To je bilo dovoljno da Philips pozove dva lokalna glazbenika, gitarista Winfield "Scotty" Moore i basista Bill Blacka, kako bi odradili nešto za snimku.
Snimanje koje se odvijalo 5. srpnja nije teklo po volji glazbenika, sve do kasno u noć, kada su već mislili odustati. Tada je Elvis uzeo gitaru i počeo svirati pjesmu Arthura Crudupa iz 1946. godine "That's All Right". Njegovom plesu i sviranju pridružili su se ostali glazbenici, a Philips je uspio snimiti zvuk koji je tražio. Tri dana kasnije popularni DJ Dewey Phillips pustio je snimku u svojoj emisiji "Red, Hot, and Blue show", a slušatelji su počeli nazivati i raspitivati se o pjevaču. Zanimanje je bilo takvo da je DJ puštao pjesmu neprekidno sljedeća dva sata. Tijekom intervjua s Presleyjem DJ ga je pitao u koju srednju školu je išao kako bi ljudima prikazao boju kože pjevača, jer su mnogi nagađali da je pjevač afrikoamerikanac. 
Sljedeća tri dana trio je snimao bluegrass pjesmu Billa Monroea "Blue Moon of Kentucky", u njihovom posebnom stilu uz poseban echo efekt koji je Sam Phillips nazvao "slapback". Izdan je single na čijoj A strani se nalazila "That's All Right", a na B strani "Blue Moon of Kentucky".
Prvi javni nastup je bio 17. srpnja u klubu "Bon Air". Na kraju mjeseca nastupili su kao predgrupa Slimu Whitmanu, u Overton Park Shellu.
Kombinacija naglih pokreta prema ritmu, te nervoze prije nastupa pred publikom, kod Elvisa je izazvala trzanje nogu dok je nastupao. Sve to uz njegove hlače širokog kroja, koje su naglašavale njegove pokrete, kod mladih žena u prvim redovima izazivale su vriskove. 
Ubrzo su Moore i Black napustili svoje grupe te redovito nastupali uz Elvisa, a DJ i promotor Bob Neal postao je manager tria.
Od kolovoza do listopada trio je često nastupao u klubu, te snimao u studiju Sun, a Presley je postupno prerastao tremu.
Prema Mooreu, Elvisove kretnje bile su prirodne, ali je bio svjestan reakcija publike, te je vrlo brzo razvijao ono što je djelovalo. 
Jedini nastup u "Grand Ole Opry" u Nashvilleu, Elvis je imao 2. listopada. Nakon prvog nastupa upravitelj Dim Denny rekao je Philipsu da pjevač nije loš, ali nije prikladan za program. Dva tjedna kasnije Elvis je nastupio u radio emisiji "Louisiana Hayride", glavnom konkurentu. Emisiju je prenosilo 198 radio stanice u 29 država. Prvi izlazak obilježila je Elvisova nervoza, dok je drugi izlazak bio smireni i energetski nastupa što je oduševilo publiku. Bubnjar emisije D.J. Fontana donio je novi element u nastup, naglašen ritam što je usavršio svirkama u strip klubovima, što je nadopunilo Elvisove kretnje. Nakon prvog nastupa Presley je angažiran da se godinu dana svake subote pojavljuje u emisiji.
Svoju prvu gitaru, model Kay Tupelo Harware, kupljenu na njegov jedanaesti rođendan 08.siječnja 1946. u trgovini Tupelo Harware Co. za iznos $7.75, konačno je zamijenio u Memphisu, u trgovini glazbenim instrumentima O.K. Houck Piano Co. gdje je za iznos $79.50 kupio kvalitetniju gitaru Martin model 000-18 (vidio je kada su njegovu prvu gitaru odmah odložili u smeće!), a trio je počeo nastupati na različitim mjestima i klubovima u Houstonu, Texas, i Texarkana, Arkansas.
Do rane 1955. godine nastupi u emisiji Hayride, stalne turneje i dobro prihvaćene ploče, učinile su od Elvisa regionalnu zvijezdu.
U siječnju Neal je potpisao ugovor s Presleyjem, te je pjevač zaokupio pažnju pukovnika Tom Parkera, kojeg se smatralom najboljim promotorom u glazbenoj industriji. Nakon što je uspješno vodio karijeru vodeće country zvijezde Eddy Arnold, vodio je i novu zvijezdu Hank Snowa. Parker je poveo Presleyja na Snowovu turneju u veljači. U gradu Odessa, Texas, tada 19-godišnji Roy Orbison vidio je prvi puta nastup Presleyja. Presley je prvi puta nastupio na televiziji 3. ožujka u "Louisiana Hayride". Ubrzo nakon toga nije uspio na audiciji za emisiju Arthura Godfrey "Talent Scouts" (CBS televizijska mreža). 
Do kolovoza tvrtka "Sun" je izdala veće deset ploča gl. sastava "Elvis Presley, Scotty and Bill". Mješavina glazbenog izričaja koji je krasio Elvisa, zadavao je poteškoće u početku. Countrey radio-stanice nisu puštale Elvisove pjesme jer su imale previše sličnosti s glazbom afroameričkih umjetnika, dok ritam i blues radio-stanice ga nisu puštale zbog što je previše zvučao countrey (kao engl. "hillbilly"). Ta mješavina je postala poznata kao rockabilly.
Presley je u kolovozu 1955. godine obnovio ugovor s menagerom Nealom, a time je i Parker postao njegov savjetnik. Grupa je nastavila dalje intenzivno nastupati tijekom druge polovice godine. Trio je postao kvartet kada se je za stalno pridužio bubnjar iz show "Hayride", Fontana. Sredinom listopada nekoliko nastupa su imali uz Bill Haley, čija je pjesma "Rock Around the Clock" bila broj jedan prethodne godine. Haley je primijetio da Presley ima prirodni osjećaj za ritam i savjetovao ga da manje pjeva balade.
Na konvenciji countrey DJ u studenom, Presley je za tu godinu proglašen izvođačem koji najviše obećava. Nekoliko izdavača je pokazalo interes da s njime potpiše ugovor. Nakon što je nekoliko većih ponudilo $25000, Parker i Phillips dogovorili su s tvrtkom "RCA Victor" 21. studenog otkup Elvisovog ugovora za $40000, tada jedinstvenu cijenu. Presley, tada u dobi od 20 godina, još uvijek bio maloljetan, te je otac potpisao ugovor.
Parker je s vlasnicima tvrtke "Hill and Range Publishing", Jean i Julian Aberbach, dogovorio da svore dva nova entiteta, "Elvis Presley Music" i "Gladys Music", preko kojih bi se upravljalo svim novim snimljenim materijalima. Pisci pjesama bili su dužni unaprijed se odreći trećine uobičajenog honorara, ako bi željeli da Elvis izvodi njihove pjesme. Do prosinca RCA je počela žestoku promociju novog pjevača i do kraja mjeseca izdala brojna reizdanja njegovih materijala.

### Komercijalni uspjeh
Prvo snimanje za novu tvrtku RCA, bilo je 10. siječnja 1956. u Nashvilleu. Redovitoj postavi Moore, Black i Fontana, tvrtka je pridružila Floyda Cramera za klavirom, gitarista Chet Atkinsa, i tri pjevačka vokala, od kojih jedan bio Gordon Stoker iz tada popularnog kvarteta "Jordanaires". Suradnjom je nastala pjesma "Heartbreak Hotel", izdana kao single 27. siječnja. Parker je uspio Elvisu dogovoriti šest pojavljivanja u dva mjeseca na nacionalnoj televiziji u CBS-ovom "Stage Show". Program koji je sniman u New Yorku vodili su naizmjence Tommy i Jimmy Dorsey, obojica vođe orkestra (tj. "big banda"). Nakon prvog nastupa 28. siječnja ostao je u New Yorku gdje je snimao u tamošnjem RCA studiju. Od snimaka iz tog vremena izdano je osam pjesama, uključujući i obradu pjesme Carl Perkinsa "Blue Suede Shoes".  U veljači, je Presleyjeva pjesma "I Forgot to Remember to Forget", snimljena za Sun prethodnog kolovoza došla do vrha Billboardove country ljestvice. Istekao je menagerski ugovor s Nealom, te je od 2. ožujka, Parker postao Presleyjev manager.
RCA Victor je 23. ožujka izdala debi album, naslova "Elvis Presley" na kojem se nalazilo pet starih pjesama (iz snimaka za Sun) i sedam novih.
Prvi nastup u NBC-ijevom "Milton Berle Show" Elvis je odradio 3. travnja. Nekoliko dana nakon toga, zrakoplovu kojime su Elvis i njegovi kolege putovali iz Nashvilla, otkazao je u letu motor te su umalo doživjeli nesreću iznad Arkansasa, što je vidno potreslo putnike. Dvanaest tjedana nakon izdavanja, pjesma "Heartbreak Hotel" postala je prva Elvisova pop uspješnica koje je došla do vrha ljestvica. U travnju dva tjedna je nastupao u Las Vegasu u "New Frontier Hotel and Casino". Njegovi nastupi nisu izazvali pretjerani uspjeh kod srednjovječnih posjetitelja. Tijekom boravka u Las Vegasu gledao je nekoliko nastupa "Freddie Bell and the Bellboys" i njihovu obradu pjesme "Hound Dog" iz 1953. blues pjevačice Big Mama Thornton, autora Jerry Leibera i Mike Stollera. Takva izvedba postala je završna pjesma na njegovim nastupima. Nakon nastupa u gradu La Crosse, savezna država Wisconsin, hitna poruke je poslana šefu FBI-a J. Edgar Hooveru u kojoj se navodilo kako je Elvis opasnost za sigurnost SAD-a zato što njegove pjesme i nastupi uzburkavaju seksualne strasti mladih ljudi.
Drugi nastup 5. lipnja u "Milton Berle Show", usred kaotične turneje, postao je kontroverzan. Elvis je usred izvedbe brze pjesme "Hound Dog" prekinuo glazbu pokretima ruke, te nastavio sporiju, stenjajuću verziju, naglašenu energetskim i pretjeranim pokretima tijela. To je kod većine tadašnjih kritičara izazvalo negodovanje. 
Nastup u emisiji imao je veliku gledanost te je unatoč svemu Elvis dobio nastup 1. srpnja u NBC-ijevu "Steve Allen Show" u New Yorku. Allen koji nije bio ljubitelj rock and rolla, najavio je "novog Elvisa" koji je u bijeloj kravati i crnom odjelu otpjevao "Hound Dog" psu obučenom u šešir i kravatu. Allen je kasnije objasio da je Elvisa samo uklopio u humoristični aspekt svoje emisije. Sljedećeg dana je Elvis snimio pjesmu "Hound Dog", uz "Any Way You Want Me" i "Don't Be Cruel". "The Jordanaires" su otpjevali harmoniju za pjesmu, kao i u nastupu u Allen Showu, te se je ta suradnja nastavila tijekom 1960-ih godina. 
Allenov show prvi put je u gledanosti nadmašio CBS-ov "Ed Sullivan Show". Nakon toga je Ed Sullivan ugovorio tri nastupa pjevača za tada rekordnih 50000 USD, iako se prije u lipnju negativno izrazio o Elvisovom nastupu i plesu u "Milton Berle Show".
Glumac Charles Laughton vodio je prvu emisiju umjesto Sullivana, koji se oporavljao od prometne nesreće. Elvisova izvedba balade "Love Me Tender", potaknula je rekordne narudžbe tada još neobjavljene pjesme, te se smatra da je prvi nastup u "Ed Sullivan Show" od Elvisa učinio nacionalnom zvijezdom.

### Vojni rok i smrt majke
Presley je 23. ožujka unovačen u američku vojsku u bazu Fort Chaffee, u blizini grada Fort Smith, Arkansas. Njegovo dolazak bio je veliki medijski događaj. Stotine ljudi skupile su se oko Elvisa kada je izašao iz autobusa, a fotografi su ga ispratili do baze. Presley je izjavio kako se raduje služenju i da ne želi poseban tretman. Ubrzo nakon što je započeo osnovnu obuku u Fort Hoodu u Texasu, posjetio ga je Eddie Fadal, koji je tvrdio da je Elvis smatrao kako mu je karijera gotova. Tijekom dvotjednog dopusta u lipnju, ošišao je kosu. U kolovozu je njegovoj majci dijagnosticiran hepatitis i njeno stanje se naglo pogoršalo. Elvis je dobio dopust kako bi posjetio majku. Došao je u Memphis 12. kolovoza, a dva dana kasnije majke je preminula od srčanog zatajenja u dobi od 46 godina. Presley je bio shrvan.
Nakon obuke, Elvis je 1. listopada stigao u američku bazu u Njemačku, Friedberg. Tada je započeo koristiti amfetamine, kao i mnogi u njegovoj jedinici te je vjerovao u njihovu korist. Počeo se baviti i karateom. Svoju plaću koje je dobivao kao vojnik donirao je u dobrotvorne svrhe, a za bazu je kupio TV. Dok je bio u Friedbergu, upoznao je tada 14 godišnju Priscillu Beaulieu, koju je sedam godina kasnije i oženio. U svojoj autobiografiji Priscilla navodi kako je Parker uvjerio Elvisa da bi važnije za njegovu karijeru bilo da služi kao običan vojnik, nego da je u posebnoj službi (engl. "Special Services") što bi mu tijekom vojnog roka omogućilo da povremeno nastupa. Njegovi producenti u RCA posebno su se pripremili za njegov dvogodišnji izostanak sa scene. S dovoljno neobjavljenih snimljenih materijala, redovno su izdavali njegove uspješnice. Tako je Elvis od početka do kraja vojnog roka imao deset pjesama među prvih 40, kao što su npr. "Wear My Ring Around Your Neck", "Hard Headed Woman" i "One Night" 1958. g., te "(Now and Then There's) A Fool Such as I" i "A Big Hunk o' Love" 1959. godine RCA je izdala i četiri kompilacije starih materijala.
Elvis se vratio u SAD 2. ožujka 1960. godine, a časno je otpušten s činom narednika 5. ožujka. Vlak koji ga je prevozio iz New Jerseyja do Tennesseea opsjedalo je mnoštvo, te je na dogovornim mjestima nastupio za obožavatelje.

### Filmska karijera (1960. – 1967.)
U noći 20. ožujka počeo je snimati u RCA studiju u Nashvillu te je single "Stuck on You" izdan i ubrzo osvojio prvo mjesto. Poslije dva tjedna, nakon ponovnog snimanja, izdane su još dvije uspješne balade "It's Now or Never" i "Are You Lonesome Tonight?", a kasnije i album "Elvis Is Back!". Album izdan tek nekoliko dana nakon što je završeno snimanje pjesama ubrzo je postao broj jedan na ljestvici. 
Povratak na TV ekrane bio je u emisiji "The Frank Sinatra Timex Special", koje je emitirana 12. svibnja. Emisija je snimljena u ožujku, a Parker je za osmominutno pjevanje u emisiji dogovorio cijenu od 125000 USD. Bio je to jedini Elvisov nastup pred publikom te godine.
"G.I. Blues", soundtrack Presleyjeva prvog filma nakon povratka bio je broj jedan album u listopadu. Njegov prvi gospel LP "His Hand in Mine" izdan je dva mjeseca kasnije.
Album je bio 13. na SAD pop ljestvicama, dok je u Velikoj Britaniji bio 3.
U veljači 1961. godine, Presley je nastupio na dvije dobrotvorne priredbe u Memphisu, u korist 24 lokalne dobrotvorne organizacije. Prije nastupa, RCA je Elvisu uručila plaketu za 75 milijuna prodanih ploča diljem svijeta. Sav materijal za Elvisov sljedeći studijski album "Something for Everybody", snimljen je tijekom dvanaestsatnog snimanja u ožujku. 
Album je bio šesti broj jedan LP za Elvisa. Dana 25. ožujka humanitarni koncert za Pearl Harbor memorial, na Havajima, bio je zadnji Elvisov javni nastup u sljedećih sedam godina.
Parker je Elvisu dao gusti raspored snimanja filmova, uglavnom glazbenih komedija. Presley je inzistirao na ozbiljnijim ulogama, ali ti filmovi su bili manje komercijalno uspješni pa se je vratio provjerenoj formuli. Tijekom 1960-ih godina snimio je 27 filmova, koji su svi bili loše primljeni od strane kritičara, ali vrlo isplativi. Od tih filmova 15 je pratio album s filmskom glazbom, a 5 EP. Njegova gluma u gotovo tri filma godišnje utjecala je na kvalitetu njegove glazbe. 
U prvoj polovici desetljeća, tri albuma s filmskom glazbom postala su broj jedan na pop ljestvicama, a najpopularnije pjesme su bile  "Can't Help Falling in Love" (1961.) i "Return to Sender" (1962.), dok je pjesma "Viva Las Vegas" postala pravi hit kasnije. Od 1964. do 1968. godine Elvis je imao samo jednu pjesmu među prvih deset i to gospel pjesmu koji je snimio 1960. godine "Crying in the Chapel" objavljanu 1965. godine.
Od nefilmske glazbe, nakon što je u lipanju 1962. godine izdao album "Pot Luck", jedini drugi novi materijal je bio gospel album "How Great Thou Art" (1967.), kojime je osvoji prvi Grammy, i to za duhovnu glazbu. Nakon Božića 1966. godine Elvis je zaprosio Priscillu Beaulieu. Vjenčali su se 1. svibnja 1967. godine na kratkoj svečanosti u Aladdin hotelu u Las Vegasu.

### Povratak
Presleyjevo jedino dijete Lisa Marie, rođena je 1. veljače 1968. godine u vrijeme kada je Elvis bio vrlo nezadovoljan svojom karijerom. Parker je njegovu karijeru ponovno usmjerio prema televiziji. Dogovorio mu je tv emisiju u produkciji NBC-a, koja je snimljena u lipnju 1968. godine, a emitirana 3. prosinca 1968. Emisija je nazvana "Elvis". Bio je to prvi njegov nastup pred publikom od 1961. godine. Dijelovi Elvisova nastupa uživo pred publikom obučenog u crnu kožu, podsjetili su na Elvisove najbolje dane. Do kraja siječnja 1969. godine single "If I Can Dream", napisan posebno za emisiju došao je do broja 12 na ljestvicama, dok je album s glazbenim zapisom došao među prvih deset. 
Ohrabren uspjehom emisije Elvis je započeo niz snimanja u studiju "American Sound Studio", iz kojih je nastao hvaljeni album "From Elvis in Memphis" objavljen u lipnju 1969. godine na kojem se nalazi uspješnica "In the Ghetto" izdana u travanju. Od te serije snimaka u "American Sound Studio" izdani su i uspješni singlovi: "Suspicious Minds", "Don't Cry Daddy" i "Kentucky Rain".
Nakon uspjeha, Presley je namjeravo nastaviti redovno nastupati uživo.
U svibnju je, novi "International Hotel" u Las Vegasu, objavio da je rezervirao 57 Elvisovih nastupa kroz četiri tjedna s početkom od 31. srpnja.
Moore, Fontana i the Jordanaires odbili su sudjelovati, zbog toga što su se bojali izgubiti postojeće dobro plaćene poslove u Nashvillu.
Presley je skupio novu glazbenu pratnju, koju su predvodili gitarist James Burton i dvije gospel grupe "The Imperials" i "Sweet Inspirations".
Elvisov prvi nastup došlo je vidjeti 2200 osoba među kojima brojne poznate osobe tog vremena. Na pozornicu je izašao bez najave te doživio ovacije prije nego što je zasvirao kao i na kraju nastupa. Nakon nastupa na konferenciji za novinare, jedan od novinara ga je oslovio s titulom kralja "The King" na što je Elvis prstom pokazao na Fats Domina, koji je u tom trenutku izlazio na pozornicu. Parker je sljedeći dan s upravom hotela dogovorio petogodišnji ugovor po kojem bi Elvis nastupao svake veljače i kolovoza za godišnju plaću od milijun USD. U studenom počeo se prikazivati zadnji igrani film u kojem Elvis nasupio kao glumac "Change of Habit", a iste godine izdan je i dvostruki album "From Memphis To Vegas/From Vegas To Memphis" koji je sadržavo nastupe uživo u hotela, te snimke iz studija "American Sound Studio". Pjesma "Suspicious Minds" došla je na broj jedan pop ljestvica, prva nakon sedam godina, a ujedno i posljednja.
Presley se je na početku 1970. godine vratio u hotel Internetional na prvi od mjesečnih dogovornih nastupa. Nastupao je dva puta u večeri, a snimke s tih nastupa izdane su u albumu "On Stage".
U veljači je nastupao na šest rekordno posjećenih nastupa u Houstonu, dvorani Astrodome. U travnju je izdan single "The Wonder of You", koji je postao broj jedan u Velikoj Britaniji te je bio pri vrhu američkih ljestvica. MGM je snimao pokuse i nastupe u hotelu "International" tijekom kolovoza za dokumentarni film "Elvis: That's the Way It Is". Presley je tada već nastupao trikou, što je postalo zaštitnim znakom njegovih nastupa uživo. Tijekom ovog angažmana Elvisu su prijetili ubojstvom ako ne plati 50000 USD. Elvis je od 1950-ih godina često dobivao prijetnje smrću, često i ne znajući za njih. FBI je ove prijetnje shvatio ozbiljno te je na sljedeća dva nastupa pojačano osiguranje. Presley je na nastupima nosio pištolj "Derringer" u desnoj čizmi, te još jedan za remenom. Nastupi su prošli bez incidenta.
Album "That's the Way It Is" napravljen je tako da prati dokumentarni film, te je sadržavao studijske i snimke nastupa uživo. Nakon kraja angažmana u hotelu 7. rujna Elvis se zaputio na tjedan dana dugu turneju po američkom jugu, prvi puta nakon 1958. U studenom je uslijedila još jedna tjedan dana duga turneja po zapadnoj obali.
Dana 21. prosinca 1970. godine Elvis se susreo s američkim predsjednikom Richard Nixonom u Bijeloj kući, prilikom kojeg je izrazio svoj patriotizam i prijezir hippie kulture uzimanja droga. Presley je rekao Nixonu da The Beatlesi, čije je pjesme izvodio na svojim nastupima, predstavljaju trend antiamerikanizma i zlouporabe droga u popularnoj kulturi. Godine 1971. izašla su tri Elvisova albuma s nefilmskom glazbom. Kritičari su najbolje prihvatili "Elvis Country", konceptualni album koji se usredotočio na standarde žanra. Najbolje prodavan je bio "Elvis Sings the Wonderful World of Christmas".

### Rastava braka
MGM je ponovno snimao Elvisa u travnju 1972. godine, za dokumentarni film "Elvis on Tour", koji je dobio nagradu Zlatni globus (engl. "Gloden Globe Award") za dokumentarni film te godine.
Njegov gospel album "He Touched Me", izdan tog mjeseca, donio je Elvisu drugi Grammy.
Četrnaestdnevna turneja započela je s tada nezabilježena četiri rasporodana koncerta u njujorškom Madison Square Gardenu. Koncert održan 10. srpnja je snimljen, te je tjedan dana kasnije izdan "Elvis: As Recorded at Madison Square Garden", koji je postao jedan od Elvisovih najbolje prodavanih albuma. Nakon turneje izdan je single "Burning Love" koji je ušao među naboljih deset na američkim ljestvicama te je bio i posljednji među pra deset. U međuvremenu Elvis i supruga su se sve više udaljavali te su jedva zajedno stanovali. Kao rezultat je bila njegova izvanbračna veza s Joyce Bova koje je završila trudnoćom i pobačajem, bez Elvisova znanja.
Elvis i Priscila razdvojili su se 23. veljače 1972. godine nakon što je Priscilla objavila svoju vezu s Mike Stoneom, instruktorom karatea kojeg joj je Elvis preporučio. Pet mjeseci nakon toga, Elvisova nova djevojka, Linda Thompson, uselila se k njemu.  Presley i njegova supruga podnijeli su papire za rastavu braka 18. kolovoza. 
U siječnju 1973. godine Presley je nastupio na dva dobrotvorna koncerta u korist fundacije  "Kui Lee Cancer Fund" i TV emisije "Aloha from Hawaii". Prva emisija je snimljena i iskorištena kao proba i rezerva za drugi nastup, koji je emitiran putem satelita 14. siječnja. Bilo je to prvi globalno emitiranje koncerta putem satelita. Elvisov kostim s toga nastupa postao je najprepoznatljiviji primjerak njegove raskošne koncertne garderobe. U veljači je izdan i prateći dvostruki album koji je postao broj jedan te je prodan u preko 5 milijuna primjeraka u SAD-u. To je ostao posljednji Elvisov broj jedan album, koji je izdan za njegova života.
U noćnom nastupu istog mjeseca na pozornici su ga zaskočila četiri muškarca. Elvis se obranio uz pomoć zaštitara. Iako su ti muškarci bili samo preuzbuđeni obožavatelji, Elvis je bio uvjeren da su to napadači, koje je Mike Stone poslao da ga ubiju, te je bio vidno uzrujan nekoliko dana, čak i prijetio da Stonea treba ubiti. Liječnici ga nisu uspjeli smiriti unatoč velikim dozama lijekova. Nakon dva dana smirio se.
Rastava braka je postala konačna 9. listopada 1973. godine. Dva puta tijekom godine predozirao se barbituratima te je nakon prvog puta ležao tri dana u komi u apartmanu u hotelu. Pred kraj 1973. godine hospitaliziran je polukomatozan zbog ovisnosti o lijeku Demerol (opioidni analgetik petidin). Unatoč narušenom zdravlju 1974. godine nastavio je nastupati po intenzivnom rasporedu. Međutim, nastupi su mu često bili loši zbog ovisnosti te lošeg zdravlja, ali su uvijek bili rasprodani. 
Vernon Presley koji je postao sve više upleten u sinove financije 13. srpnja 1976. godine otpustio je Elvisove tjelesne čuvare iz tzv. "Memphis mafije", Red Westa, Sonny Westa i David Heblera. Presley i Linda Thompson razišli su se u studenom, te je Elvis našao novu djevojku Ginger Alden, koju je zaprosio i dao joj zaručnički prsten, iako prema mnogim izvorima nije imao ozbiljne namjere prema njoj.
Nakon snimanja u studiju u prosincu 1973. godine iz kojeg je proizašlo 18 pjesama, nije ušao u studio sve do 1974. godine Parker je prodao RCA koncertnu ploču "Elvis: As Recorded Live on Stage in Memphis", snimljenu 20. ožujka, na kojoj se nalazila verzija pjesme "How Great Thou Art" za koju je Elvis dobio treću Grammy nagradu. Presley se vratio u studio u Hollywood u ožujku 1975. godine, ali Parkerovi pokušaji da dogovori nastavak snimanja krajem godine nisu uspjeli. Godine 1976. RCA je poslala mobilni studio u Graceland, Elvisov dom, gdje su snimili nešto materijala. U svim studijskim materijalima koje je Elvis snimio između srpnja 1973. i listopada 1976. godine, izašlo je šest albuma, od kojih je pet ušlo među prvih pet country albuma, a tri su bila broj jedan: "Promised Land" (1975.), "From Elvis Presley Boulevard, Memphis, Tennessee" (1976.) i "Moody Blue" (1977.). Slično je bilo i sa singlovima koji iako nisu bili na vrhovima ljestvica, bilježili su dobre rezultate.

### Zadnja godina i smrt
Nastupi tijekom 1977. godine postali su sve lošiji. Tako na koncertu u gradu Alexandria, Louisiana, na pozornici je bio manje od jednog sata, a nitko ga nije mogao razumjeti, a za nastup u Baton Rougeu nije uspio izaći iz kreveta te je turneja otkazana. Zadnji singl izdan za njegova život bio je "Way Down", izdan 9. lipnja, a zadnji koncert održao je u Indianapolisu u Market Square Areni, 26 lipnja.
Knjiga "Elvis: What Happened?", koju su zajedno napisali otpušteni tjelesni čuvari izišla je 1. kolovoza. Bilo je to prvo detaljno prikazivanje Elvisove zlouporabe droga. 
Knjiga ga je uništila, te je pokušao spriječiti izdavanje nudeći novac izdavačima. U to je vrijeme već bolovao od više bolesti (glaukom oka, povišen krvni tlak, oštećenje jetre). Po rasporedu je trebao odletjeti iz Memphisa 16. kolovoza 1977. godine na još jednu turneju. Toga poslijepodneva Ginger Alden ga je pronašla na podu kupaonice. Unatoč pokušajima da ga ožive, smrt je proglašena 3:30 poslije podne u bolnici "Baptist Memorial Hospital".
Američki predsjednik Jimmy Carter objavio je izjavu kojom je odao počast Presleyju kao osobi koja je zauvijek promijenila lice američke popularne kulture. Tisuće ljudi okupilo se izvan Gracelanda kako bi vidjeli pogreb. Pokopan je 18. kolovoza kraj majke na groblju "Forest Hill Cemetery". Na posljednjem ispraćaju i povorci od Gracelanda do groblja bilo je oko 80 000 ljudi.

## Vanjske poveznice

### Ostali projekti
|  | Zajednički poslužitelj ima još gradiva o temi Elvis Presley |

### Službene stranice
- Službene stranice kralja rock’ n’ rolla